# Draba japonica
Draba japonica är en korsblommig växtart som beskrevs av Carl Maximowicz. Draba japonica ingår i släktet drabor, och familjen korsblommiga växter. Inga underarter finns listade i Catalogue of Life.

## Bildgalleri

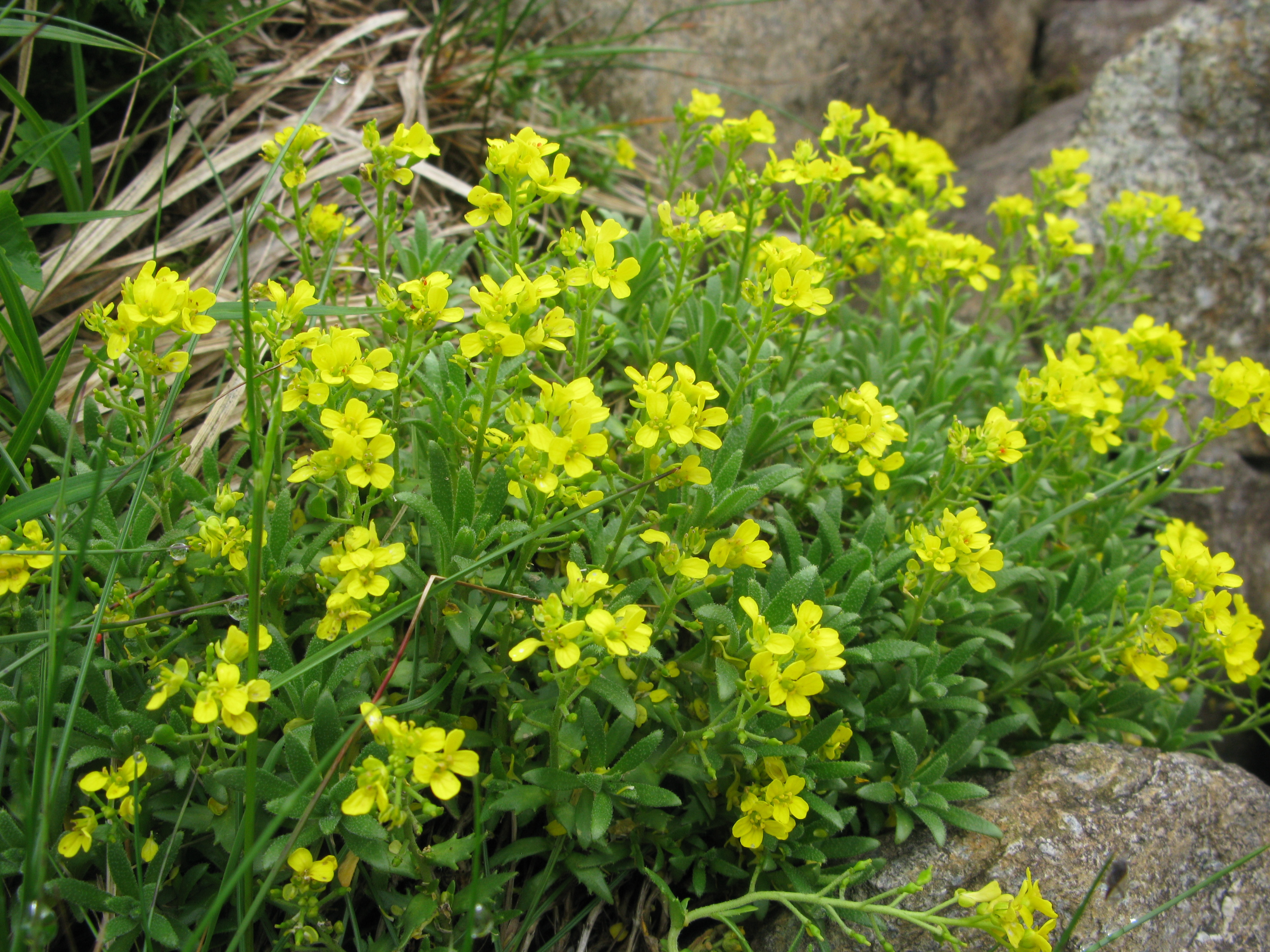
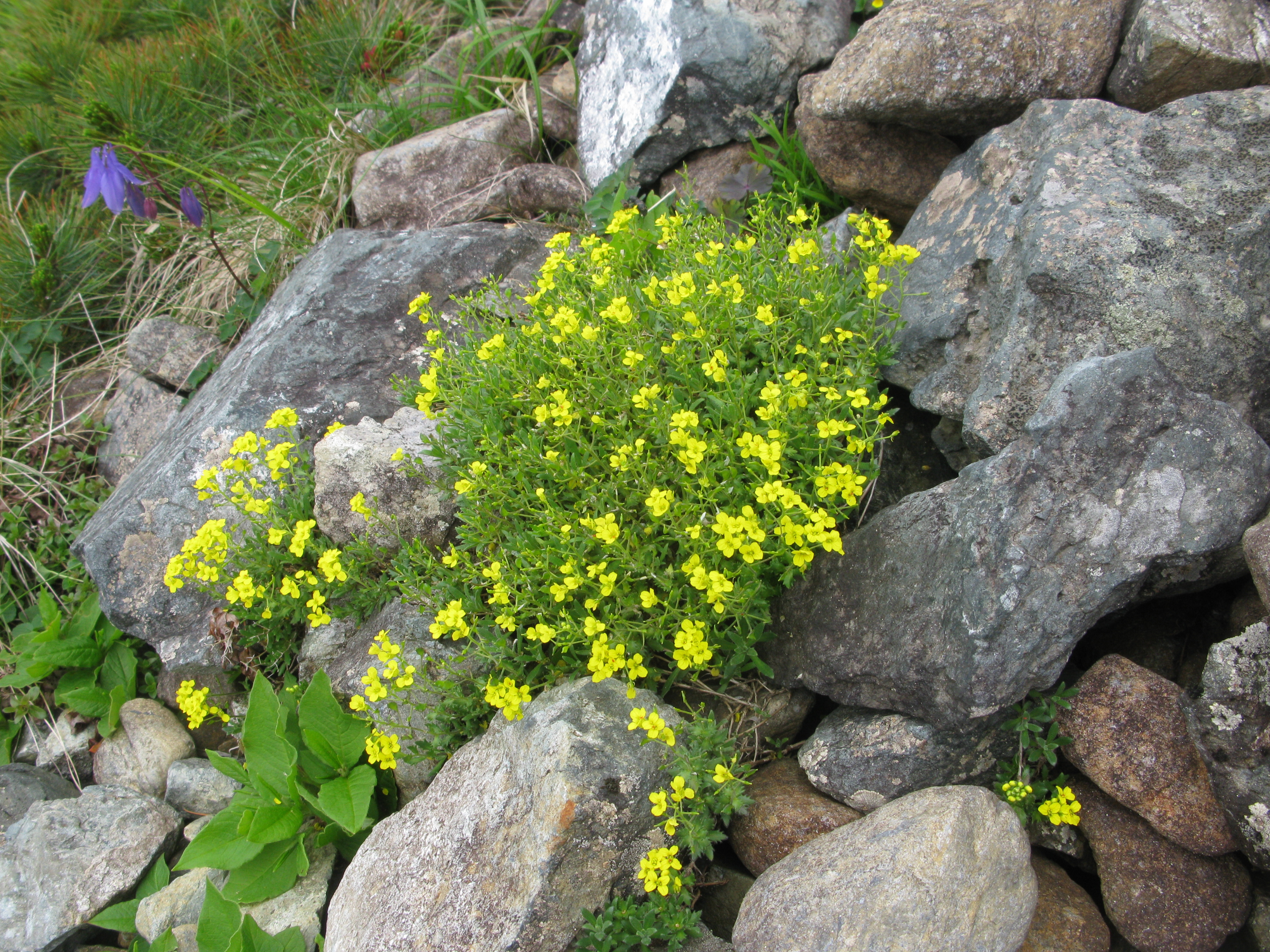
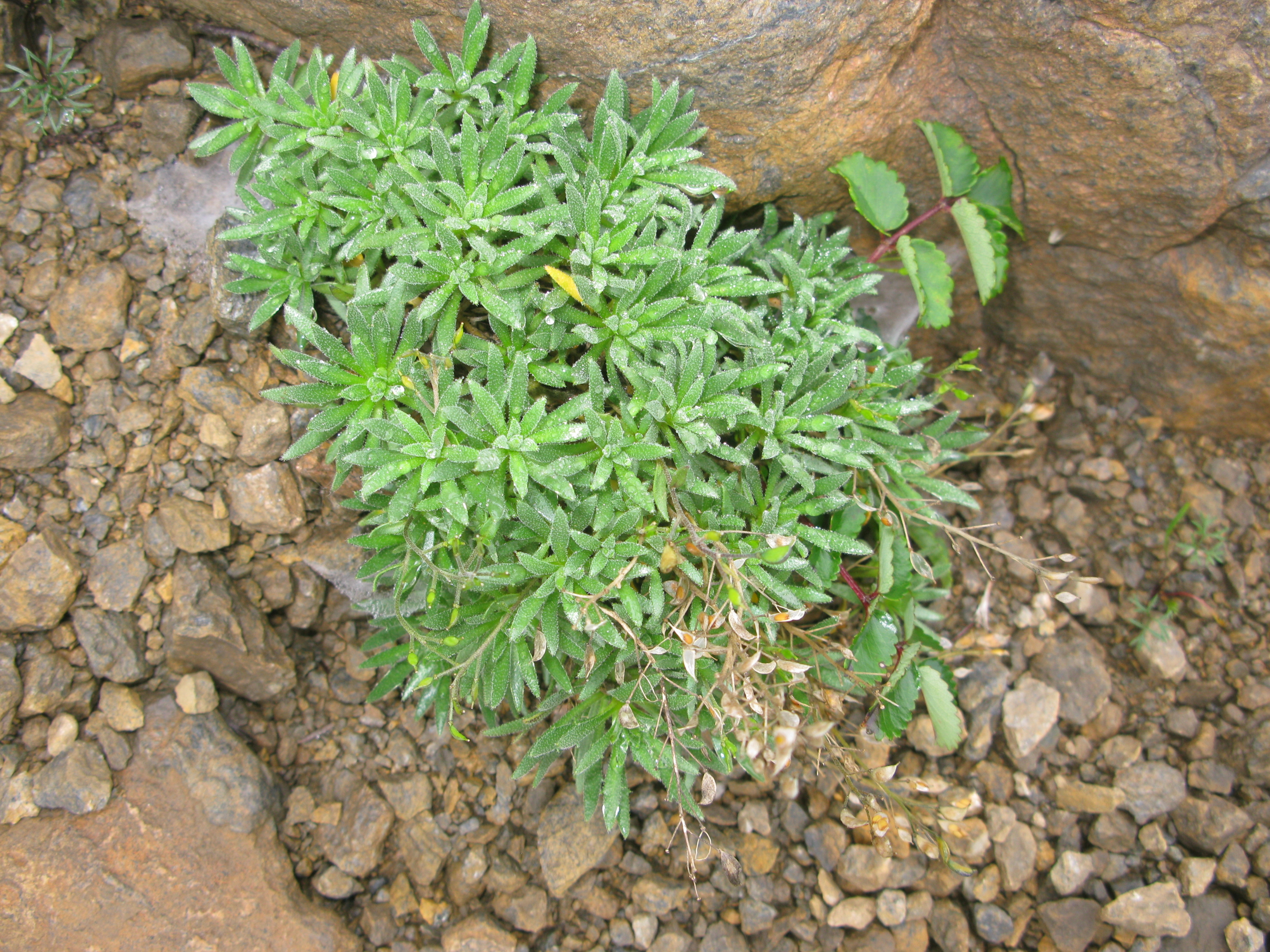